# 根岸四
根岸 四（ねぎし よつ、1892年（明治25年）2月9日 - 1966年（昭和41年）12月29日）は、大日本帝国陸軍軍人。最終階級は陸軍少将。

## 経歴
1892年（明治25年）に群馬県で生まれた。陸軍士官学校第26期卒業。1939年（昭和14年）8月に陸軍歩兵大佐に進級し、1940年（昭和15年）8月に歩兵第34連隊補充隊長に就任した。1942年（昭和17年）8月に歩兵第71連隊長（関東軍・第6軍・第23師団）に転じ、1944年（昭和19年）8月23日に留守近衛第2師団司令部附となった。
1945年（昭和20年）2月6日に編制された独立混成第97旅団（第1総軍・第13方面軍・第54軍）の旅団長に2月21日に就任し、6月10日に陸軍少将に進級。静岡県藤枝で本土決戦に備える中で終戦を迎えた。
1947年（昭和22年）11月28日、公職追放仮指定を受けた。